# Itaguara
Itaguara est une municipalité brésilienne de l'État du Minas Gerais et la Microrégion d'Itaguara.